# V5 (lok)
V5 är ett dieselhydrauliskt lok som främst används till växling. Loktypen inköptes på 1970-talet av Statens järnvägar och var en fortsättning på inköpet av V4. Tillsammans kom de två loktyperna att ersätta V3:an från 1950-talet. Statens järnvägar påbörjade under 1990-talet att måla om V5:orna från orange färg till blå i samma stil som T44. När SJ och Green Cargo delades fick Green Cargo ta hand om V5:orna.

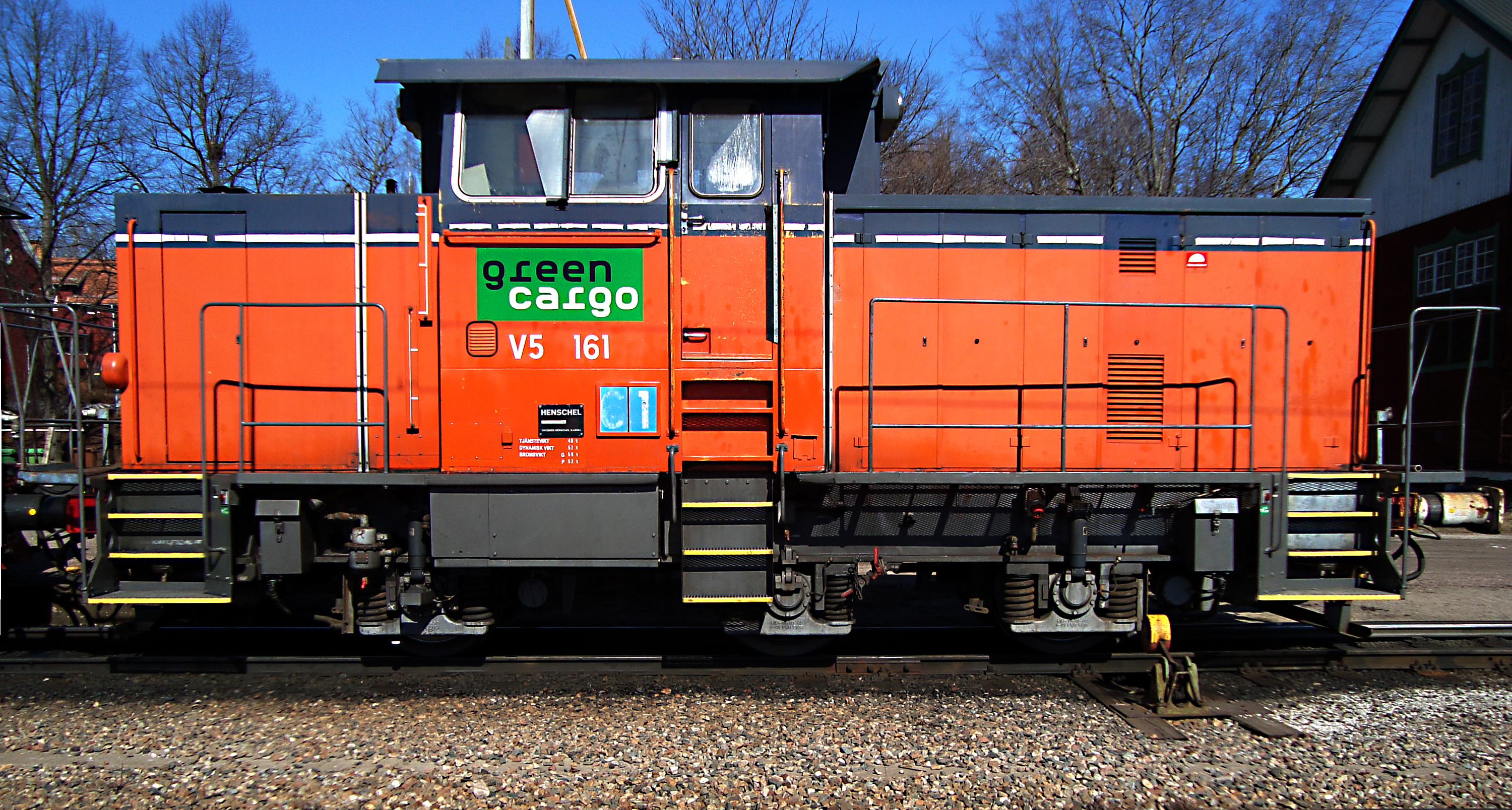
V5 i SJ:s ursprungliga färg med Green Cargos märkning.